# Emmels (beek)
De Emmels is een beek in de Belgische provincie Luik die uitmondt in de Amel. 
De beek ontspringt in de dorpen Opper-Emmels en Neder-Emmels (gemeente Saint-Vith) en de samenvloeiing met de Amel is bij de plaats Montenau (gemeente  Amel).